# Hermacha lanata
Hermacha lanata is een spinnensoort in de taxonomische indeling van de Entypesidae.
Hermacha lanata werd in 1902 beschreven door Purcell.